# Eugène Labiche
Pour les articles homonymes, voir Labiche.
Eugène Labiche est un dramaturge français, né le 6 mai 1815 à Paris et mort le 22 janvier 1888 dans le 9e arrondissement de Paris.
Il est élu membre de l'Académie française en 1880 au fauteuil 15, à la suite du journaliste Ustazade Silvestre de Sacy. Il demeure célèbre pour sa contribution au genre du vaudeville et à ses pochades passionnelles et domestiques.

## Biographie

### Enfance et adolescence
Né au 67 rue de la Verrerie, Eugène Marin Labiche est issu d'une famille bourgeoise aisée. Son père Jacques-Philippe Labiche (1786-1864) et sa mère Marie-Louise Falempin (1787-1833) tiennent une épicerie en gros prospère rue de la Verrerie à Paris. Jacques-Philippe pressent le blocus économique lors du retour de Napoléon de l'île d'Elbe et achète des stocks de sucre en perspective de la pénurie, intuition qui est le début de sa fortune. Il poursuit son développement dans le commerce des sucreries en exploitant une petite usine de fabrication de glucose à Rueil-Malmaison, dans la banlieue ouest de Paris.
Eugène fait des études de jeune homme de bonne famille : il fréquente le collège Bourbon et le Lycée Chaptal, et il obtient facilement son baccalauréat de lettres à 18 ans, en 1833. Il n’entame pas immédiatement des études supérieures. D’une part, le décès de sa mère cette année-là lui a procuré des revenus convenables et une maison à Paris, et, d’autre part, il est attiré par l’écriture littéraire. L’année suivante, en 1834, son père l’autorise à entreprendre le Grand Tour en Italie avec quelques camarades (l'un d’entre eux, Alphonse Leveaux, sera l'ami de toute une vie et comptera aussi plus tard parmi ses collaborateurs en adoptant le pseudonyme d'Alphonse Jolly pour éviter l'association Labiche/Leveaux).

### Carrière théâtrale
Au retour du voyage, qui a duré plus de six mois, il entame des études de droit, qu’il poursuit jusqu’à la licence, tout en faisant publier dans de petits magazines de courtes nouvelles. Il rencontre ainsi Auguste Lefranc et Marc-Michel, avec lesquels il fonde une association en vue de créer des pièces de théâtre. Ils prennent le pseudonyme collectif de Paul Dandré.
À leur grande surprise, leurs pièces sont acceptées immédiatement et sans le moindre problème. Labiche confiera plus tard : « Je suis vraiment honteux de la simplicité de mon début. […] Je n’ai eu qu’à tirer le cordon pour entrer. » Il est possible que la parenté d'Auguste Lefranc avec Eugène Scribe (ils étaient cousins) ait beaucoup aidé les choses, sans même que Labiche s'en soit rendu compte.
Considérant sans doute la comédie comme un genre inférieur comparé au drame, ils favorisent plutôt ce genre dans leurs premières productions. Appartenant à la bande d'hernanistes, ils s'éloignent des pièces romantiques au succès mitigé pour se tourner exclusivement vers la comédie, ses sous-types (vaudeville, farce, pochade, revues) et leurs hybrides qui sont plus à la mode en raison de leur caractère gai et fantaisiste.
Débutant en 1837, la production de Labiche est tout d’abord modeste : deux ou trois pièces en moyenne par an, parfois aucune pour cause de voyages à l’étranger, en fait le rythme d’un jeune bourgeois dilettante aimant l’écriture théâtrale, mais n’en ayant pas véritablement besoin pour vivre. C'est durant cette période qu'il publiera son seul roman, La Clé des champs (1839). Mais, à partir de 1848, cette production s’accélère, puisqu’il fait jouer en moyenne près de dix pièces par an jusqu’en 1859, son plus grand succès sur la période étant Un chapeau de paille d'Italie en 1851.
Puis le rythme se ralentit progressivement, ce qui peut s’expliquer par les événements : Labiche se marie le 25 avril 1842 avec une riche héritière de 18 ans, Adèle Hubert, dont le père est un riche minotier ; il achète en 1853 le château de Launoy à Souvigny-en-Sologne, avec neuf cents hectares de terre qu’il exploite lui-même, n'a qu'un seul enfant né le 12 mars 1856, et enfin est nommé maire de Souvigny en 1868. À cette occasion, il déclare modestement qu’il a été nommé (les maires n'étaient pas élus) parce qu'il était le seul de la commune à posséder et à utiliser un mouchoir. Il s'était déjà aventuré en politique en avril 1848 comme candidat républicain à l'assemblée constituante. Battu, il s'était par la suite rallié à Louis-Napoléon Bonaparte et avait été l'un des premiers, dans le monde du spectacle, à approuver son coup d'État en 1851. Ce soutien au prince-président, puis Empereur lui permit alors de bénéficier de nombreux appuis pour promouvoir son œuvre théâtrale. En 1858, il présente ainsi devant Napoléon III et son épouse au palais de Compiègne sa pièce Un Gendre en surveillance.
Dans les années 1860, il connaît son apogée avec une série de succès parmi lesquels Le Voyage de monsieur Perrichon (1860), La Poudre aux yeux (1861), La Station Champbaudet (1862) et La Cagnotte (1864) . Il est sollicité par Jacques Offenbach, alors directeur des Bouffes-Parisiens, pour écrire le livret d'une opérette, L'Omelette à la Follembuche, mise en musique par un compositeur débutant : Léo Delibes. Il écrit aussi les livrets de plusieurs opéras-comiques : Le Voyage en Chine en 1865, Le Fils du brigadier en 1867 et Le Corricolo en 1868, tous trois créés à l'Opéra-Comique en collaboration avec Alfred Delacour.
En 1864, sa comédie Le Point de mire est présentée en première à la Cour à Compiègne avant d'être jouée à Paris au théâtre du Gymnase. Sa comédie-vaudeville La Grammaire (1867) est également jouée à Compiègne par le Prince impérial et ses amis devant leurs parents.

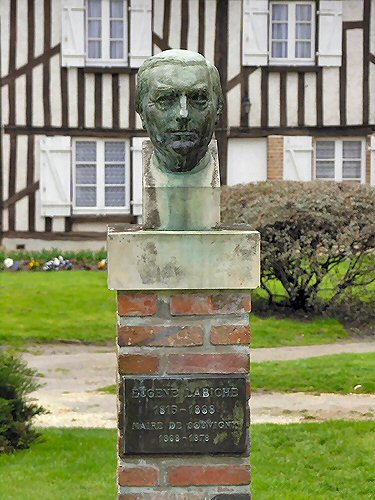
Buste à Souvigny-en-Sologne.

La guerre de 1870 et les événements de la Commune mettent un frein, comme pour la plupart des auteurs dramatiques, à la production de Labiche, sans en altérer pour autant la qualité comme en témoigne Doit-on le dire ?  en 1872. En 1874, un nouveau projet d'opéra bouffe avec Offenbach, qui dirige désormais le théâtre de la Gaîté, est abandonné à la suite de la faillite de ce dernier. Labiche recycle son livret en une comédie-vaudeville qui connaîtra un certain succès, Les Trente Millions de Gladiator, suivi d'un autre en 1876 avec Le Prix Martin. Arrive enfin 1877, date de sa dernière pièce, La Clé. Labiche avait dit auparavant : « J’ai toujours pensé qu’il y avait quelque chose de plus difficile à faire jouer que la première pièce… C’est la dernière. Songez au vieil auteur démonétisé… »

### Dernières années
Après le relatif échec de La Clé, Labiche prend la décision de ne plus écrire, et il s’y tient. Il a alors 62 ans.
Il lui reste à vivre encore une dizaine d’années, ponctuées par de nombreuses reprises de ses pièces, certaines triomphales, des joies et des deuils : élection à l’Académie française le 28 février 1880, succédant au fauteuil 15 à Ustazade Silvestre de Sacy, malgré l'indignation de Ferdinand Brunetière qui déplore « l'invasion des genres inférieurs », et le refus de Victor Hugo de voter pour lui ; mariage de son fils en 1882 et naissance de ses petits-fils en 1883 et 1884 ; décès de sa belle-fille en 1885.
En 1886, Labiche encourage le jeune Georges Feydeau lors de la représentation de sa première grande pièce Tailleur pour dames, qui triomphe au théâtre de la Renaissance.
Souffrant depuis plusieurs années de sérieux problèmes cardiaques, il meurt le 22 janvier 1888 à son domicile parisien au 67 rue de Caumartin, à l'âge de 72 ans. Ses obsèques ont lieu au cimetière de Montmartre. Ludovic Halévy prononce l'éloge funèbre au nom de la Société des auteurs et maître Edmond Rousse au nom de l’Académie française. Henri Meilhac lui succède au fauteuil 15.
Son fils, André Marin Labiche, devenu maître des requêtes au Conseil d'État et qui épousera Madeleine Flandin (fille du député Anatole Flandin), puis Lucie Guiard (sœur d'Émile Guiard et nièce d'Émile Augier), meurt en 1897.
Son épouse, Adèle, meurt en 1909.
Propriétaire d'une maison à Croissy-sur-Seine, il donne son nom à l'allée Eugène-Labiche. La rue Eugène-Labiche, dans le 16e arrondissement de Paris, est également baptisée en son hommage.

## L'œuvre

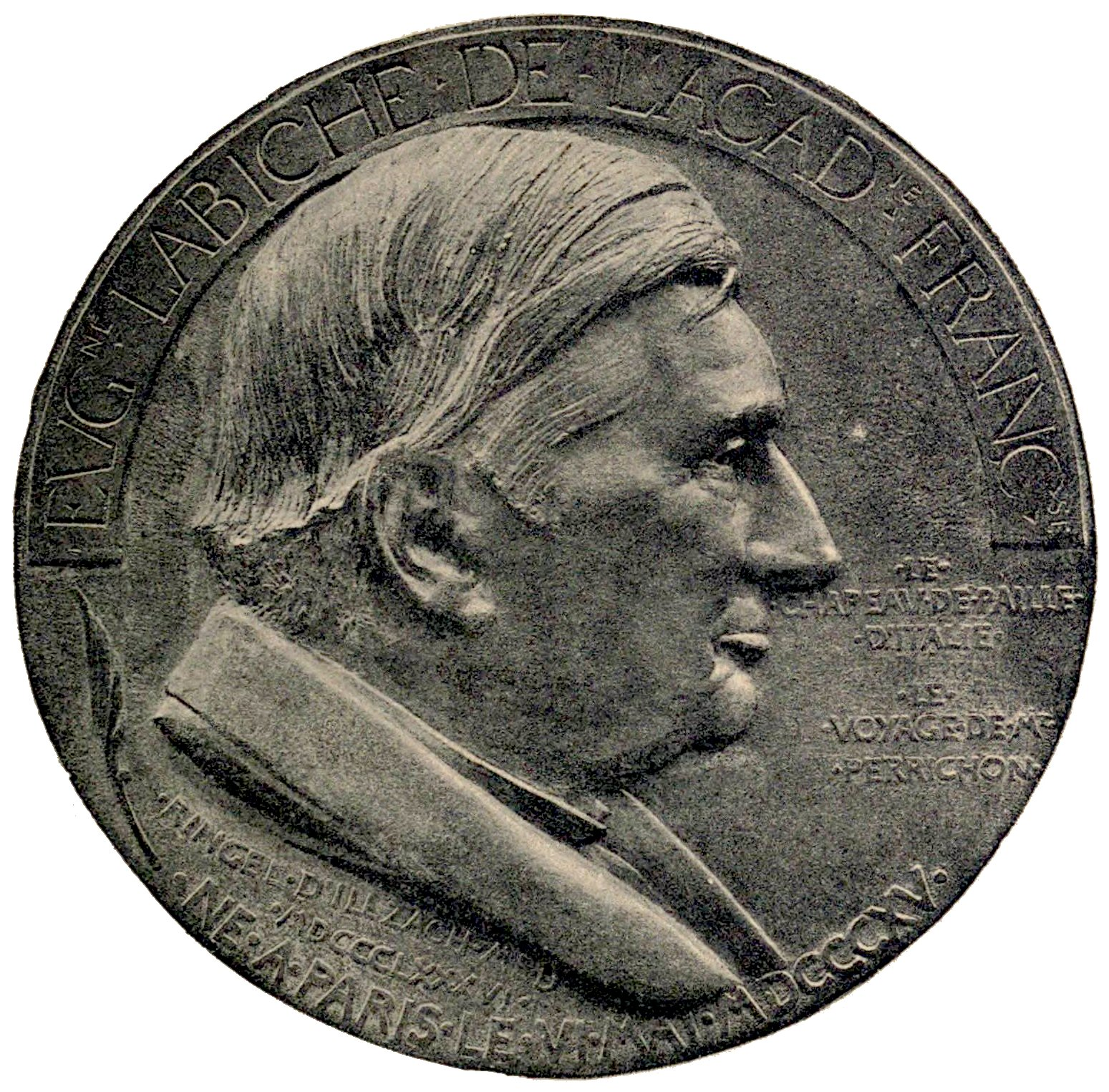
Médaille d'Eugène Labiche par Jean-Désiré Ringel d'Illzach.

Labiche a écrit 176 pièces, ce qui peut paraître un nombre considérable de nos jours, mais il n'en a écrit seul qu'un très petit nombre (selon les auteurs, ce chiffre varie entre six et huit), faisant appel à des collaborateurs réguliers ou occasionnels. Il s'agissait pour l'époque d'une production honorable sans plus. Sans la concurrence du cinéma et de la télévision, les théâtres étaient fortement sollicités par un public désirant se distraire et les directeurs de théâtre étaient constamment demandeurs de spectacles nouveaux. Des auteurs en vogue purent faire jouer plus de deux cents pièces, comme Anicet-Bourgeois, Bayard, Scribe (420 pièces) ou Clairville (600 pièces). On a pu recenser 32 000 pièces créées durant le XIXe siècle soit presque une pièce par jour.
En dépit de ses succès, parfois même de ses triomphes, Labiche ne fut jamais pleinement satisfait de ses œuvres. Il ne se considère que comme un auteur de vaudevilles, genre peu considéré des gens de lettres. Il fait même jouer à l’occasion des genres encore inférieurs : des pochades, des farces ou des revues écrites à la commande, des « roustissures » comme il les appelle. Il écrit ainsi à son ami Leveaux : « Le théâtre du Palais-Royal m’aura fait bien du mal, il aura confisqué au profit de la farce les quelques éléments de comédie que je peux avoir dans la cervelle. »
Il aspire à quelque chose de supérieur, non le drame, qu’il a essayé à ses débuts et qui ne lui a pas réussi, non la « haute comédie » ingénieusement versifiée, pratiquée par un Casimir Bonjour, mais au moins la comédie de mœurs. Il aurait aimé quitter définitivement le monde du théâtre du Palais-Royal et de sa grosse rigolade, pour n’écrire que pour le théâtre du Gymnase au genre plus relevé ou, mieux encore, pour la Comédie-Française,.
Après des années d’effort, il finit en 1864 par y faire accepter une pièce Moi, écrite avec Édouard Martin, un jeune homme plein d’ambition. Le succès est mince : la pièce est jugée plutôt ennuyeuse. Il recommence en 1876 avec l'aide cette fois d'un académicien, Ernest Legouvé, pour La Cigale chez les fourmis. Le succès est modeste. C'est la dernière tentative de Labiche pour entrer dans ce monde prestigieux. Il en conservera toujours un peu d'amertume. En 1879, la reprise du Voyage de monsieur Perrichon est un triomphe à l'Odéon, tandis que l'administrateur général de la Comédie-Française, Émile Perrin, est critiqué dans les journaux pour avoir refusé cette pièce quelques mois auparavant. À cette occasion, Labiche confie à Leveaux : « Cela me comble de joie et satisfait ma petite vengeance. »
Labiche n’étant pas venu à la Comédie-Française, ce sera la Comédie-Française qui, bien après sa mort, viendra à Labiche. Il faudra en effet attendre plusieurs dizaines d’années pour que certaines de ses pièces y soient admises Il fait aujourd'hui partie des vingt auteurs les plus joués de cette institution. Parmi ses pièces les plus connues, Le Voyage de monsieur Perrichon ne fut inscrit au répertoire qu'en 1906, Un chapeau de paille d'Italie en 1938, Un jeune homme pressé en 1959 et Le Plus Heureux des trois seulement en 1975.
S'il est vrai que certaines des 176 pièces de théâtre de Labiche ne sont que d'insignifiantes farces (selon Gilbert Sigaux), il apparaît néanmoins comme un véritable auteur satirique, fin observateur de la bourgeoisie à laquelle il appartient. Ce monde étriqué dans lequel il exalte la toute-puissance de l'argent renvoie au contexte financier du Second Empire.

## Les collaborations

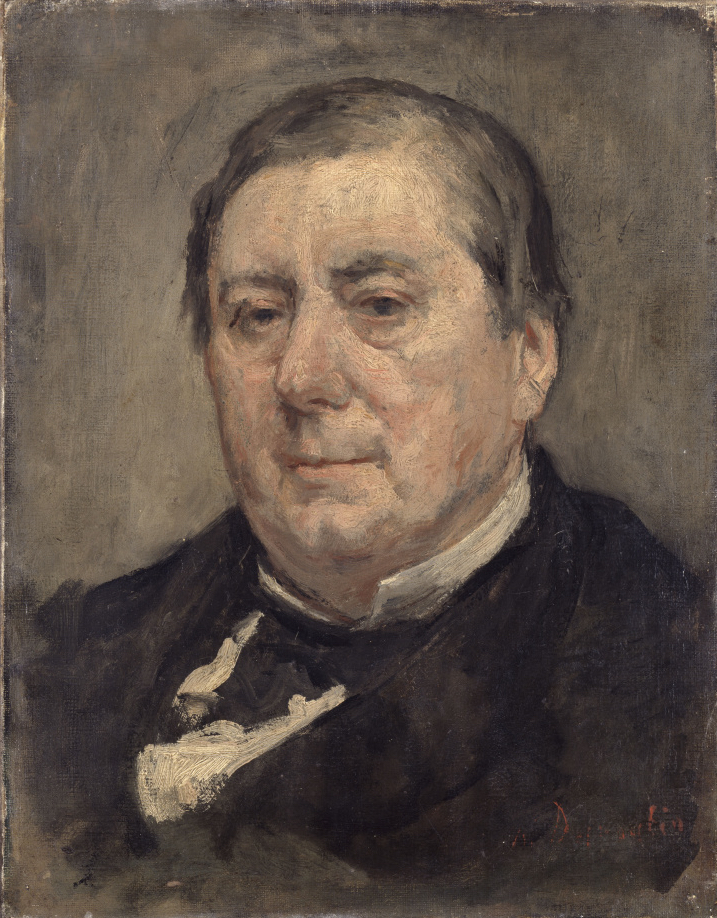
Eugène Labiche.
Portrait par Marcellin Desboutin.

Sur les 176 pièces que Labiche a signées, il n'y en a que quatre qu'il a écrites seul :
- Un jeune homme pressé (1848) ;
- Un garçon de chez Véry (1850) ;
- Le Petit Voyage (1868) ;
- 29 degrés à l'ombre (1873).

Pour toutes ses autres pièces, il s'entoure d'une, de deux, voire de trois personnes. Au total, 46 collaborateurs différents sont associés à sa création théâtrale. Aujourd’hui encore, on ignore comment s’organisait le travail, et cette organisation variait sans doute selon chaque cas. Toujours est-il qu’aucun collaborateur n’a revendiqué par la suite la paternité ni la propriété d’une pièce et Labiche a pu publier en 1878 son Théâtre complet en dix volumes (voir bibliographie) sans aucune contestation. Quand Edmond Gondinet publia à son tour son Théâtre complet, il indiqua pour la pièce écrite en commun avec Labiche, Le Plus Heureux des trois : « collaborateur Labiche », ce qui semble montrer qu’il n’y avait pas de hiérarchie définie dans ces travaux partagés.
Ces associations furent diverses, tant par leur durée, éphémère, épisodique ou régulière, que par la notoriété des collaborateurs. Ceux-ci pouvaient être soit d'obscurs littérateurs, dont le nom n’est resté dans l’histoire que par cette seule mention de collaborateur en première page d’une pièce (le reste, c’est-à-dire leur vie et leur œuvre, ayant totalement disparu de toutes les données écrites actuelles), soit des dramaturges prolifiques tel Anicet-Bourgeois, auteur de deux cents pièces, soit enfin des écrivains prestigieux de l’époque tels Émile Augier ou Ernest Legouvé, tous deux appartenant à l’Académie française plus de vingt ans avant Labiche. Émile Augier raconte ainsi leur collaboration : « Nous avons fait ensemble un scénario très développé, pour lequel je lui servais plutôt à l'exciter par la contradiction qu'à lui donner des idées […] ; après quoi, il m'a demandé la permission, que je lui ai généreusement octroyée, d'écrire la pièce tout seul, à la charge par moi de revoir son travail et de l'arranger à ma guise ; j'ai refait quelques bouts de scène, pratiqué quelques coupures, et voilà. » On dispose d'autres témoignages, dont celui très détaillé de Leveaux conservé dans sa correspondance avec Labiche, qui montrent des façons de procéder un peu différentes. Il est vraisemblable que la façon de coopérer dépendait du collaborateur.
Les méthodes de travail de Labiche furent raillées, même si ces pratiques étaient communes à l’époque. Lors de la candidature de Labiche à l’Académie française, Ferdinand Brunetière, qui lui était hostile, écrivit dans la Revue des Deux Mondes du 15 septembre 1879 : « On ne fait pas asseoir une raison sociale dans un fauteuil académique. » C'était oublier des précédents comme Scribe et Alexandre Dumas fils. Dans son article de La Volonté du 22 octobre 1898, repris dans le tome VI de ses Œuvres complètes, Henry Becque proposa de nommer le théâtre de Labiche « Théâtre de Labiche et Cie », affirmant que c'est ce qu'il ferait dorénavant.

## Liste des œuvres
Note : sauf précisions, les œuvres ci-dessous sont toutes des pièces de théâtre (et, à quelques exceptions près, des comédies).
| - 1837 - La Cuvette d’eau - 1838 - Monsieur de Coyllin ou l'Homme infiniment poli - Le Capitaine d'Arcourt ou la Fée du château - L'Avocat Loubet (drame) - 1839 - La Clé des champs (roman) - La Forge des châtaigniers (drame) - La Peine du talion (drame) - L'Article 960 ou la Donation - 1840 - Le Fin Mot - Bocquet père et fils ou le Chemin le plus long - Le Lierre et l'Ormeau - 1842 - Les Circonstances atténuantes - 1843 - L'Homme de paille - 1844 - Le Major Cravachon - Deux papas très bien ou la Grammaire de Chicard - 1845 - Le Roi des Frontins - L'École buissonnière - L'Enfant de la maison - 1846 - Mademoiselle ma femme - Rocambolle le bateleur - Frisette - L'Inventeur de la poudre - 1847 - L'Avocat pédicure - La Chasse aux jobards - Un homme sanguin - L'Art de ne pas donner d'étrennes - 1848 - Un jeune homme pressé - Le Club champenois - Oscar XXVIII - Le Baromètre, ou la Pluie et le Beau Temps - Une chaîne anglaise - À moitié chemin - Histoire de rire - Agénor le dangereux - Une tragédie chez M. Grassot - À bas la famille ou les Banquets - 1849 - Madame veuve Larifla - Les Manchettes d'un vilain - Un monsieur qui pose - Une dent sous Louis XV - Mon ours - Trompe-la-balle - Exposition des produits de la République - Rue de l'Homme-Armé, numéro 8 bis - Pour qui voterai-je ? - 1850 - Embrassons-nous, Folleville ! - Traversin et Couverture - Un garçon de chez Véry - Le Sopha - La Fille bien gardée - Un bal en robe de chambre - Les Petits Moyens - Les Prétendus de Gimblette - 1851 - Une clarinette qui passe - La Femme qui perd ses jarretières - On demande des culottières - Mam'zelle fait ses dents - En manches de chemise - Un chapeau de paille d'Italie | - 1852 - Maman Sabouleux - Un monsieur qui prend la mouche - Soufflez-moi dans l'œil - Les Suites d'un premier lit - Le Misanthrope et l'Auvergnat - Deux gouttes d'eau - Piccolet - Edgard et sa bonne - Le Chevalier des dames - Mon Isménie - Une charge de cavalerie - 1853 - Un ami acharné - On dira des bêtises - Un notaire à marier - Un ut de poitrine - La Chasse aux corbeaux - Un feu de cheminée - Le Pompadour des Percherons - 1854 - Deux profonds scélérats - Un mari qui prend du ventre - Espagnolas et Boyardinos - Les Marquises de la Fourchette - Ôtez votre fille, s'il vous plaît - 1855 - La Perle de la Canebière - Monsieur votre fille - Les Précieux - 1856 - Les Cheveux de ma femme - En pension chez son groom - Monsieur de Saint-Cadenas - La Fiancée du bon coin - Si jamais je te pince !... - Mesdames de Montenfriche - Un monsieur qui a brûlé une dame - 1857 - Le Bras d'Ernest - L'Affaire de la rue de Lourcine - La Dame aux jambes d'azur - Les Noces de Bouchencœur - Le Secrétaire de Madame - Un gendre en surveillance - 1858 - Je croque ma tante - Le Clou aux maris - L'Avare en gants jaunes - Deux merles blancs - Madame est aux eaux - Le Grain de café - Le Calife de la rue Saint-Bon - En avant les Chinois ! - 1859 - L'Avocat d'un Grec - L'Amour, un fort volume, prix 3 F 50 c - L'École des Arthur - L'Omelette à la Follembuche (opérette) - Le Baron de Fourchevif - Les Petites Mains - Voyage autour de ma marmite - Le Rouge-Gorge - 1860 - J'invite le colonel ! - La Sensitive - Les Deux Timides - Le Voyage de monsieur Perrichon - La Famille de l'horloger - Un gros mot | - 1861 - J'ai compromis ma femme - Les Vivacités du capitaine Tic - L'Amour en sabots - Le Mystère de la rue Rousselet - La Poudre aux yeux - 1862 - La Station Champbaudet - Les Petits Oiseaux - Le Premier Pas - Les 37 Sous de M. Montaudoin - 1863 - La Dame au petit chien - Permettez, Madame !... - Célimare le bien-aimé - La Commode de Victorine - 1864 - La Cagnotte - Moi - Un mari qui lance sa femme - Le Point de mire - 1865 - Premier Prix de piano - L'Homme qui manque le coche - La Bergère de la rue Monthabor - Le Voyage en Chine (opéra-comique) - 1866 - Un pied dans le crime, avec Adolphe Choler - 1867 - Le Fils du brigadier (opéra-comique) - La Grammaire - La Main leste - Les Chemins de fer - 1868 - Le Papa du prix d'honneur - Le Corricolo (opéra-comique) - Le Roi d’Amatibou - Le Petit Voyage - 1869 - Le Dossier de Rosafol - Le Choix d'un gendre - En manches de chemise (opérette d'après la pièce-homonyme de 1851) - 1870 - Le Plus Heureux des trois - Le Cachemire X.B.T. - 1871 - Le Livre bleu - L'Ennemie - 1872 - Il est de la police - La Mémoire d'Hortense - Doit-on le dire ? - 1873 - 29 degrés à l'ombre - 1874 - Garanti dix ans - Brûlons Voltaire ! - Madame est trop belle - La Pièce de Chambertin - Les Samedis de Madame - 1875 - Les Trente Millions de Gladiator - Un mouton à l'entresol - La Guigne - 1876 - Le Prix Martin - Le roi dort - La Cigale chez les fourmis - 1877 - La Clé - 1879 - Embrassons-nous, Folleville ! (opérette d'après la pièce-homonyme de 1850) - Sans date - La Lettre chargée - L'Amour de l'art - Un coup de rasoir |

## Œuvre
La plupart des pièces de Labiche ont été publiées de façon séparée et en recueils. Parmi les éditions les plus complètes :
- Eugène Labiche, Théâtre complet (dix volumes), Calmann-Lévy, Paris, 1878-1879. 4922 p.  (disponibles sur Gallica : cf. Table générale) 
Intitulée improprement Théâtre complet (les deux autres séries de dix volumes chacune qui devaient suivre n'ont jamais vu le jour), cette édition contient 57 pièces sélectionnées par Labiche et Lévy ;
- Eugène Labiche (éd. de Gilbert Sigaux), Œuvres complètes (huit volumes), Au club de l'honnête homme, Paris, 1966-68, 3054 p.  - Rééd. Le Cercle du bibliophile, coll. Les Génies du théâtre français, 1970 
C'est actuellement la seule édition complète : toutes les pièces imprimées, ou dont on a retrouvé le manuscrit, y figurent, soit 164 sur 174 recensées ;
- Eugène Labiche (éd. de Jacques Robichez), Théâtre (deux volumes), coll. Bouquins, Robert Laffont, Paris, 1991, 2083 p.   (ISBN 2-221-06679-0),  (ISBN 2-221-06680-4) – Sélection de 42 pièces ;
- Eugène Labiche (éd. de Henry Gidel), Théâtre (trois volumes), Classiques Garnier, Bordas, Paris, 1991, 2492 p.   (ISBN 2-04-017274-2),  (ISBN 2-04-017427-3),  (ISBN 2-04-017437-0) – Sélection de 46 pièces.